# Eat (película)
Eat  es una película underground de 45 minutos de duración dirigida por Andy Warhol y presentando al pintor Robert Indiana, fue filmada el domingo 2 de febrero de 1964 en el estudio de Indiana. La película fue presentada por primera vez por Jonas Mekas el 16 de julio de 1964 en la Galería Washington Square en el 530 West Broadway.
Eat está filmada en blanco y negro, tiene ninguna banda sonora, y describe a su compañero el artista de pop Robert Indiana en el proceso de «comer» durante toda la duración de la película. Lo que consume es aparentemente un hongo. Por último hay una breve aparición de un gato.